# Athene-Gletscher
Der Athene-Gletscher ist ein 16 km langer Gletscher an der Wilkins-Küste des Palmerlands auf der Antarktischen Halbinsel. Er fließt in östlicher Richtung zum Casey-Gletscher, in den er kurz vor der Mündung in das Casey Inlet übergeht.
Im August bzw. Dezember 1947 entstanden Luftaufnahmen durch den Falkland Islands Dependencies Survey (FIDS) bzw. bei der US-amerikanischen Ronne Antarctic Research Expedition. Der FIDS nahm dann 1960 eine Vermessung vor. Das UK Antarctic Place-Names Committee benannte ihn nach der Göttin Athene aus der griechischen Mythologie.